# Taurus (animal)
Pour les articles homonymes, voir Taurus.

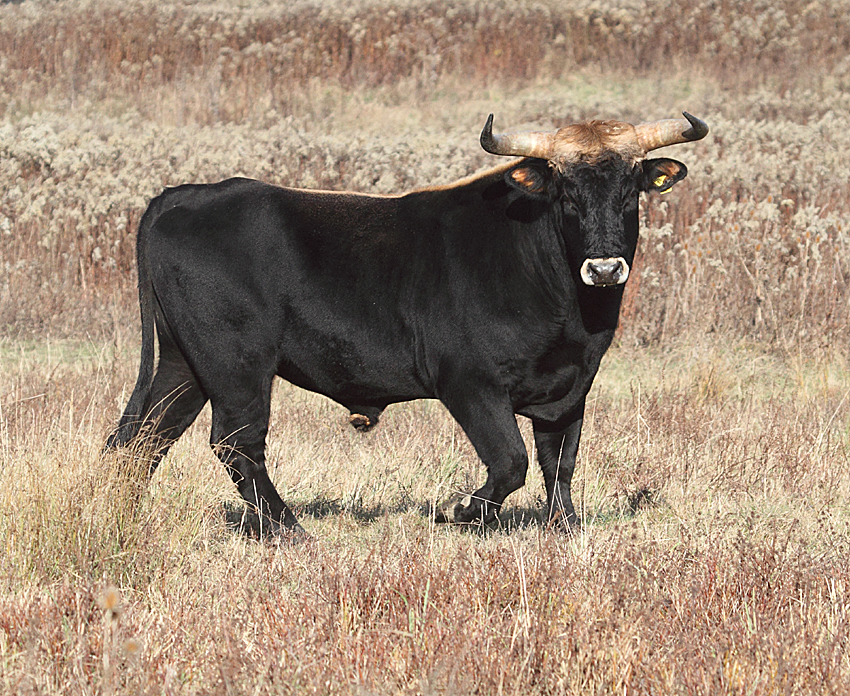
Le taureau nommé Lamarck (50% Sayaguesa, 25% Heck, 25% Chianina) dans la réserve de Lippeaue en Rhénanie-du-Nord-Westphalie.

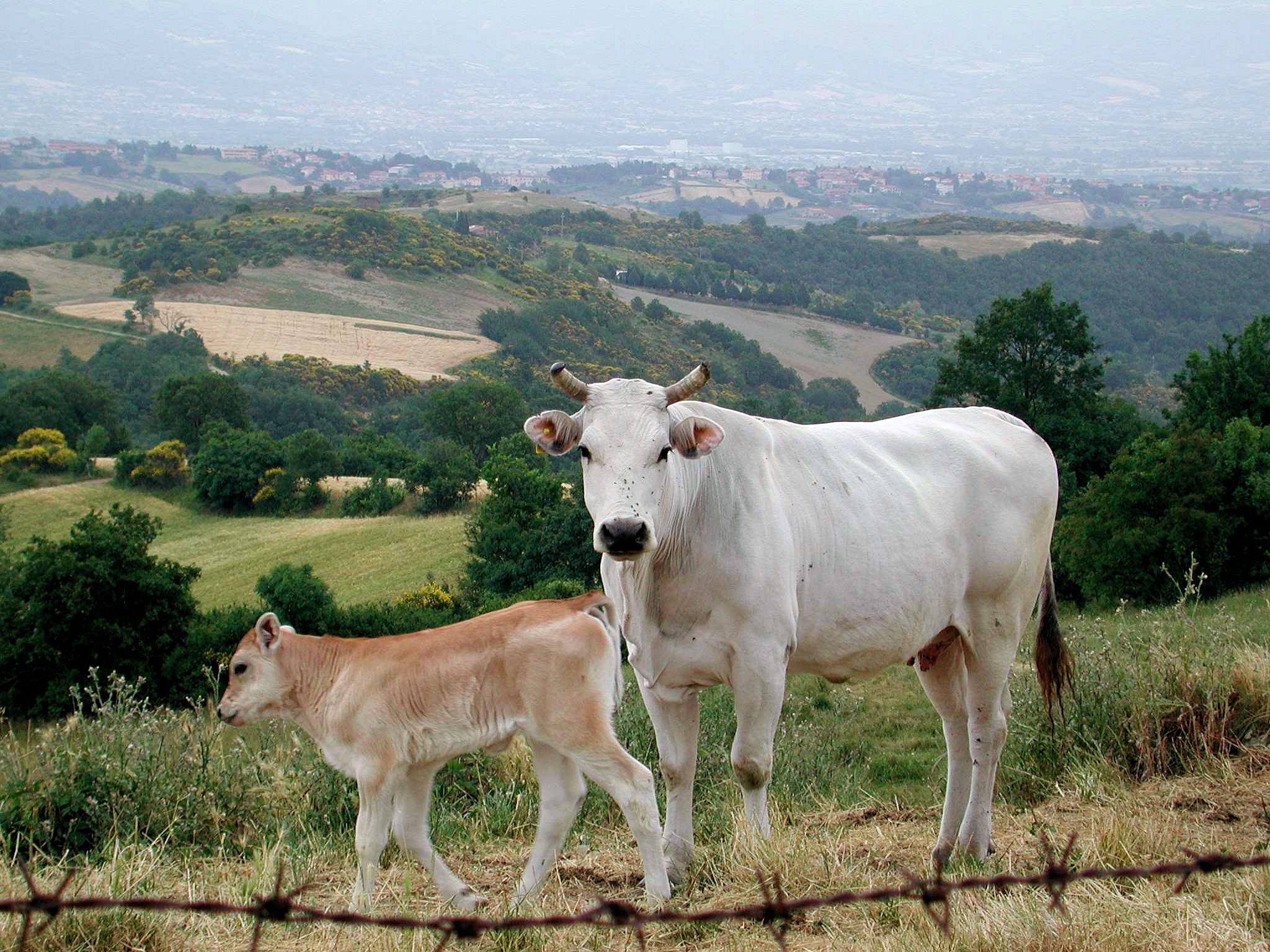
La Chianina est l'une des races utilisées dans l'élevage des bovins Taurus.

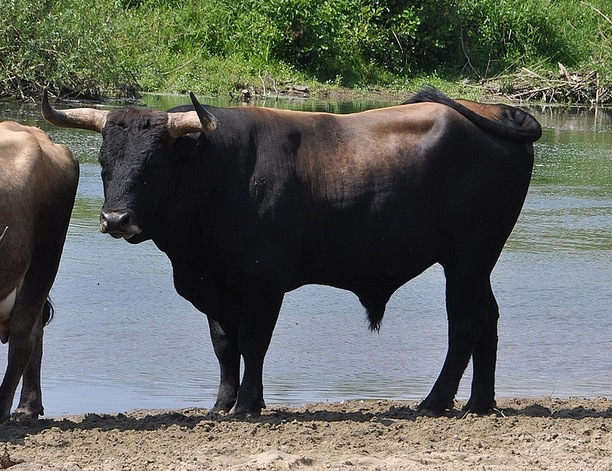
Taureau Taurus.

Les bovins Taurus sont des formes avancées de l'aurochs de Heck, une tentative de reconstitution de l'aurochs, ancêtre sauvage des bovins domestiques. Ils sont issus du croisement entre des aurochs de Heck traditionnels et des bovins ressemblants à l'aurochs, généralement du Sud de l'Europe, afin d'obtenir une plus grande concordance avec l'aurochs. Des troupeaux de Taurus sont présents en Allemagne, en Hongrie, au Danemark, en Lettonie et aux Pays-Bas et sont utilisés pour la conservation des paysages naturels et de la biodiversité. Le bétail Taurus est une race qui est toujours croisée et élevée de manière sélective. 

## Histoire
En 1996, le groupe de conservation Arbeitgemeinschaft Biologischer Umweltschutz en Allemagne a commencé à croiser des bovins Heck avec des bovins primitifs du sud de l'Europe tels que des Chianina,  des Sayaguesa et des taureaux de combat espagnols dans la réserve de Lippeaue près de la ville de Soest. Le but était et est toujours de créer un bétail ayant une ressemblance accrue avec les aurochs éteints, car ils considéraient le bétail Heck comme insatisfaisant. Par exemple, ils écrivent dans l'une de leurs publications : « Les recréations des frères Heck sont trop petites, trop courtes, pas élégantes et leurs cornes ne sont pas satisfaisantes ». Par conséquent, l'objectif est d'élever des bovins beaucoup plus gros, plus longs et à long museau et dont les cornes se courbent vers l'avant en plus de la palette de couleurs de type sauvage déjà présente dans la population,. En 2003, le processus de sélection était suffisamment avancé pour considérer les animaux comme formant une race à part entière ; le nom Taurus a été choisi. En 2003 également, un troupeau reproducteur a été créé en Hongrie et au Danemark, en 2004, un troupeau a été créé en Lettonie, et en 2016, un autre aux Pays-Bas. 

### Allemagne
En Allemagne, les troupeaux de bovins Taurus sont croisés avec les très grands races Chianina et Sayaguesa, et dans un premier temps aussi avec le taureau de combat espagnol (Lidia). Les animaux croisés de la réserve de Lippeaue, lieu de reproduction le plus important, sont composés à 47% de Sayaguesa, 29% Heck, 20% Chianina et 4% Lidia en moyenne. En 2013, certains individus appartenaient déjà à la cinquième génération croisée. 
Les bovins Taurus sont répertoriés dans le livre généalogique X de l'association allemande des bovins Heck VFA. Les éleveurs de bovins Heck s'intéressent de plus en plus à l'utilisation des bovins Taurus en raison de leur plus grande ressemblance avec les aurochs, de sorte qu'il existe un continuum entre les bovins Taurus et les bovins Heck non croisés. 

### Hongrie
Le parc national de Hortobágy en Hongrie possède le plus grand troupeau de bovins Taurus à ce jour, comptant entre 500 et 600 individus, dont environ 200 vaches matures,. En plus des bovins croisés importés d'Allemagne, des Ankole-Watusi, des croisements de bovins gris hongrois et de Holstein Friesian sont utilisés. Il y a deux sous-troupeaux, un troupeau principal à Pentezug et un autre à Karácsonyfok. Des études dans le parc national ont montré que les bovins sont moins adaptés aux prairies sèches et froides que les chevaux de Przewalski, et jusqu'à il y a quelques années, les bovins étaient nourris de manière complémentaire,. Cependant, l'hiver 2011 a été le premier hiver au cours duquel il n'a pas été nécessaire de nourrir davantage les bêtes. 

### Danemark

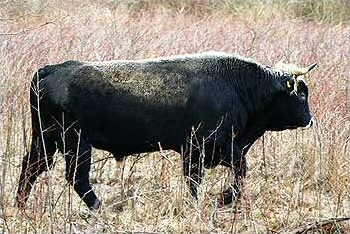
Le taureau Leonardo (Chianina × Heck) de Lille Vildmose, 2004.

L'élevage de Taurus a été initié dans la Réserve Naturelle de Lille Vildmose sous le nom de Projekt Urokse (Projet Aurochs). Le troupeau fondateur comprenait un taureau Chianina × Heck, quatre vaches Heck et une vache Sayaguesa × Heck, et en 2009 trois taureaux Sayaguesa ont été ajoutés. En 2010, le troupeau avait atteint une taille de 56 individus. 

### Lettonie
En Lettonie, les bovins Taurus sont élevés par le WWF Lettonie. En février 2004, en plus de deux animaux allemands, 21 têtes de bétail hollandais Heck ont été amenées au parc naturel de Pape, en octobre, 18 autres bovins néerlandais Heck ont suivi.  

### Pays-Bas
Aux Pays-Bas, un projet a été mis en place fin 2016, appelé Oerrund Hard. Oerrund Hard est un jeu de mots sur la chanson Oerend hard d'un groupe néerlandais appelé Normaal, avec oerrund, signifiant « aurochs » en néerlandais. 
Le projet utilise des bovins Taurus d'Allemagne, principalement composés de croisements entre bovins Heck et Chianina, des bovins Heck sélectionnés et des bovins Watusi. Les Watusi ont été donnés par le zoo DierenPark Amersfoort. Il y a maintenant trois petits troupeaux, et un quatrième est en préparation.

## Résultats phénotypiques

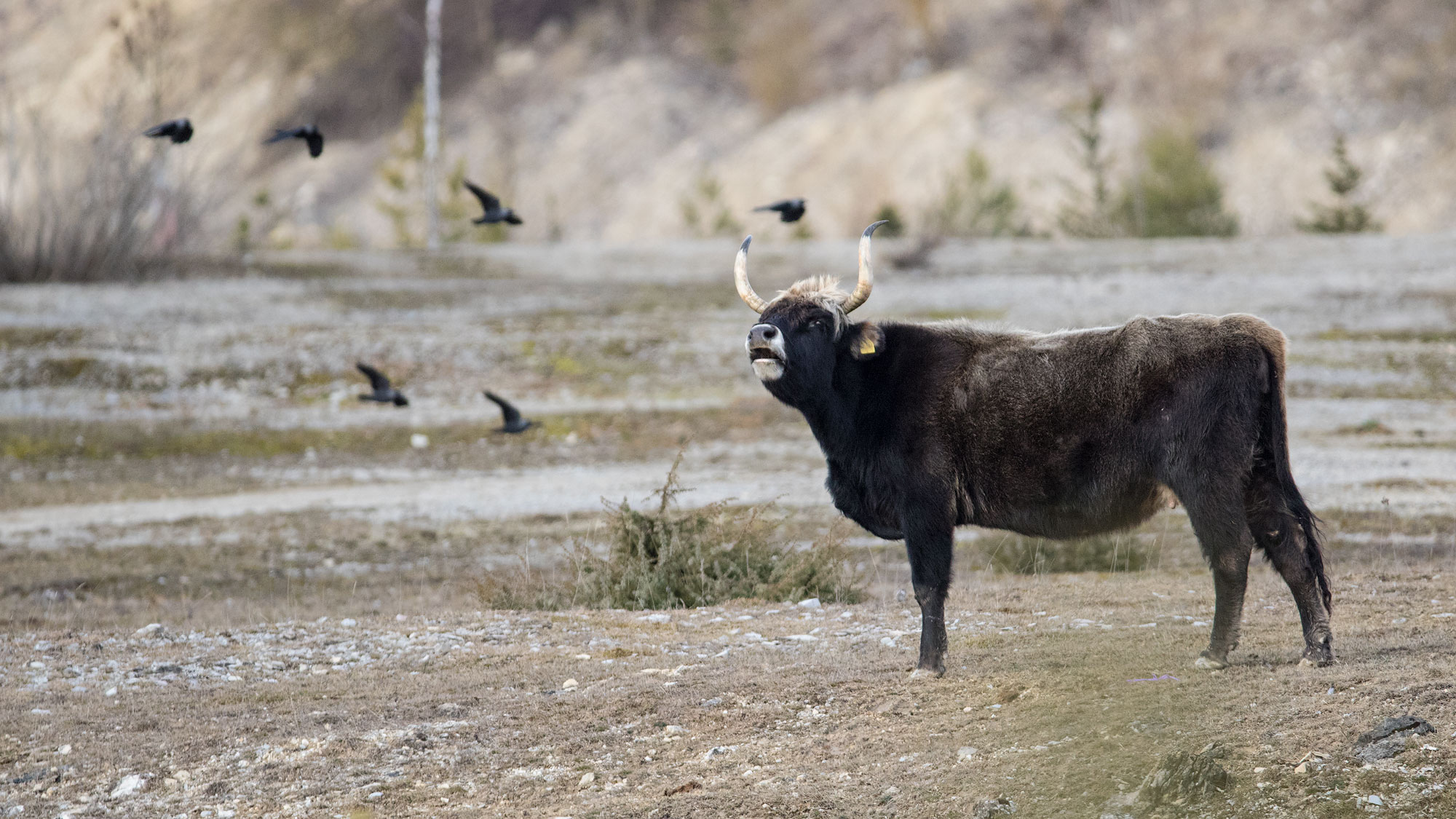
Taurus dans la carrière Gerhausen/Beiningen (projet de pâturage « Urzeit-Weide ») dans la zone de conservation de paysage « Blaubeuren » (LSG 4.25.108), Bade-Wurtemberg.

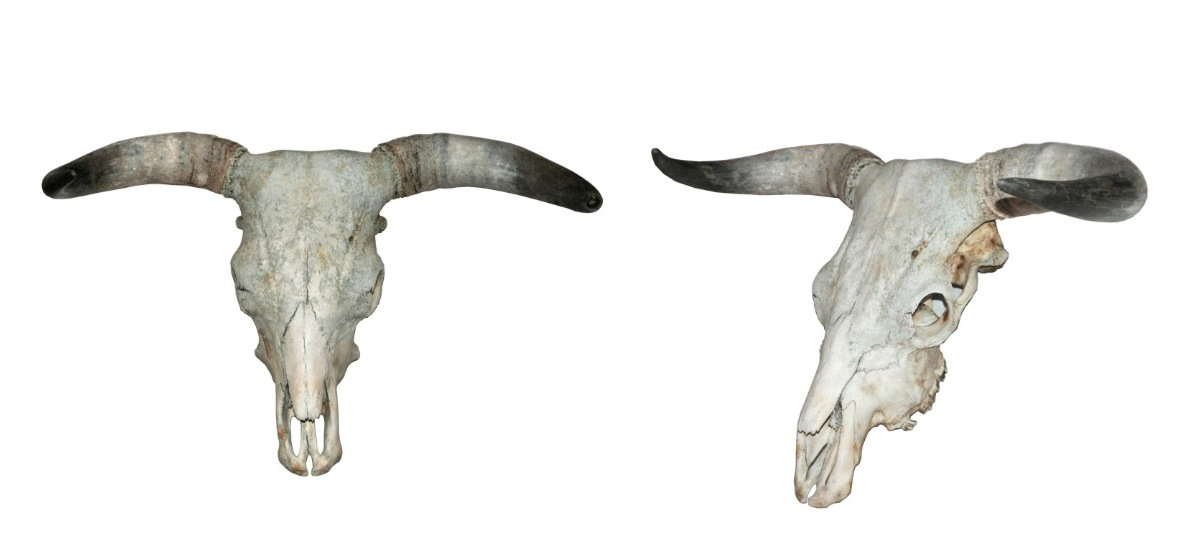
Crâne d'un taureau Taurus.

La plupart des bovins Taurus ont de longues pattes et sont relativement minces. Une augmentation de la taille a été obtenue, les grands taureaux Taurus mesurent 160–165 cm au garrot tandis que les taureaux Heck normaux ne mesurent que 140 cm. La plupart des taureaux sont noirs avec une légère bande dorsale, certains taureaux ont une selle de couleur claire. Les vaches sont en moyenne, mais pas toujours, d'une couleur plus claire que les taureaux, la plupart d'entre elles étant de couleur brun rougeâtre ou brun foncé. Certaines vaches sont encore grisâtres ou beiges, héritage indésirable de l'influence des Heck et Chianina. Les cornes de la plupart des bovins Taurus sont orientées vers l'avant et aussi plus vers l'intérieur par rapport aux bovins Heck non croisés, mais la courbure exacte des cornes est variable dans une certaine mesure. Le crâne est plus long et plus droit que celui des bovins Heck, et ressemble donc à celui des aurochs. Habituellement, les bovins Taurus ont un corps plus athlétique que les bovins Heck et les muscles de leurs épaules sont plus développés. 

### Galerie
Lippeaue (Allemagne)

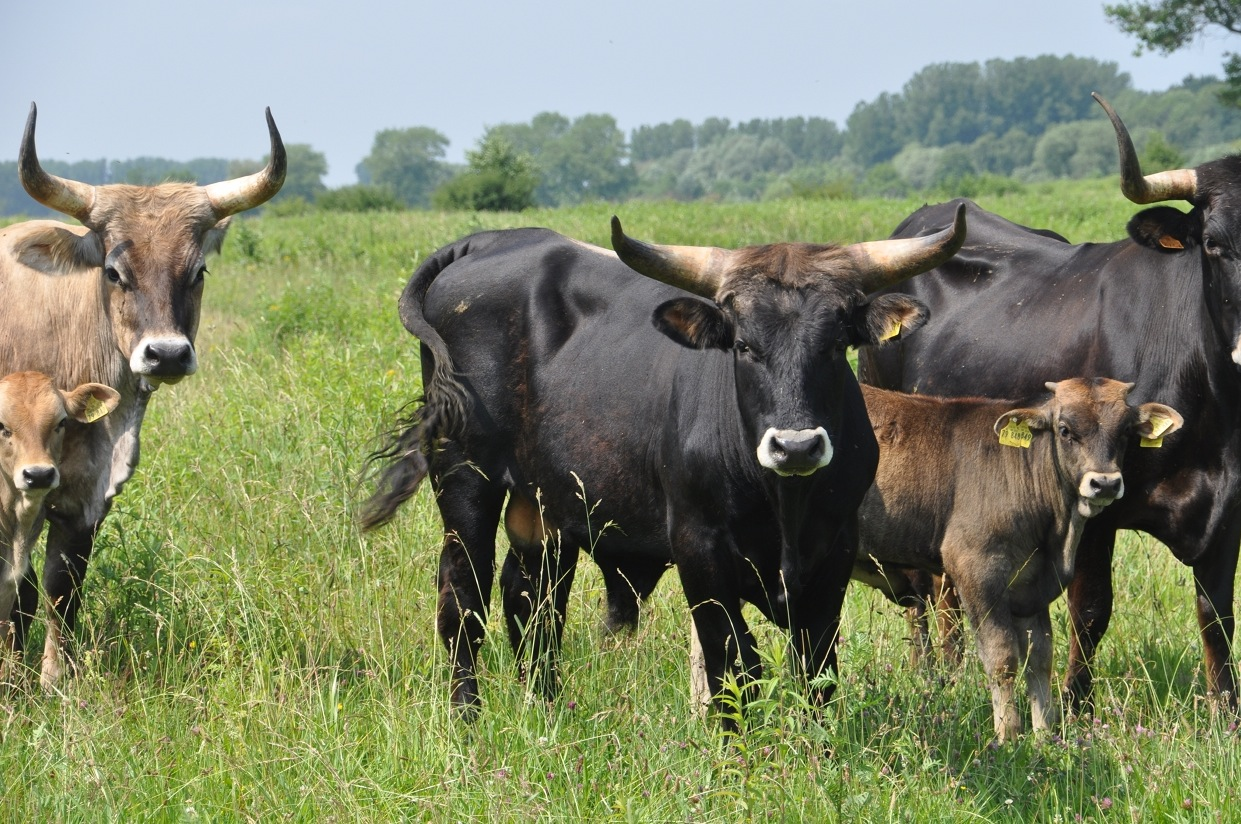
Londo (au centre) : 50% Sayaguesa, 25% Heck, 25% Chianina ; fils de Lamarck.
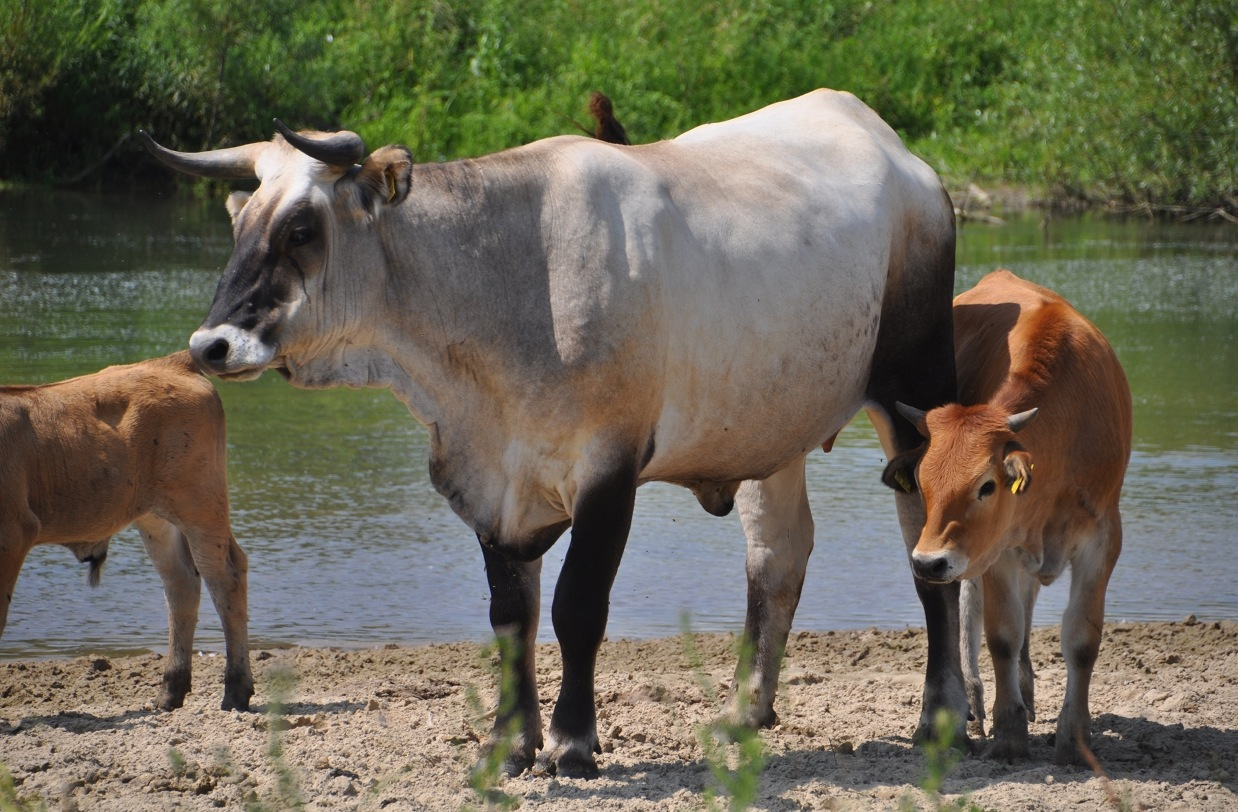
Larissa : Chianina × (Sayaguesa × (Heck × Chianina)).
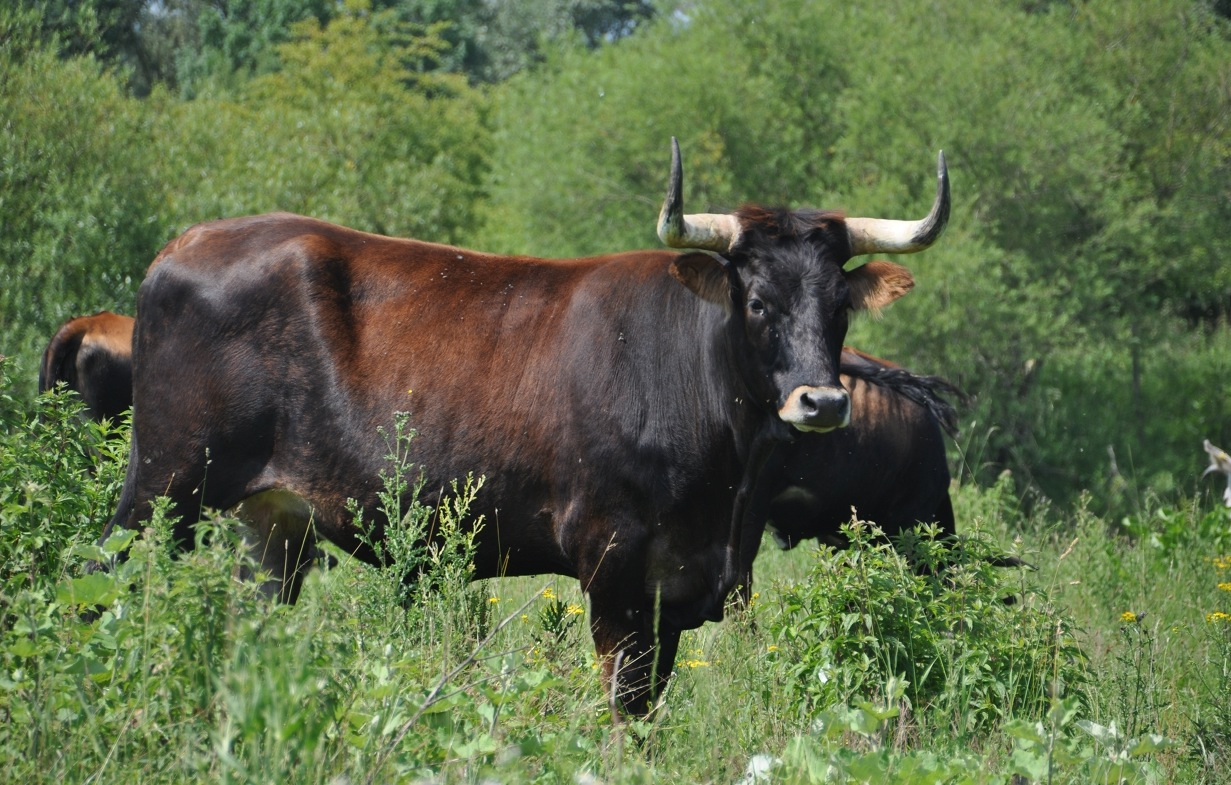
Vache Taurus dans la réserve naturelle de Lippeaue en Allemagne.
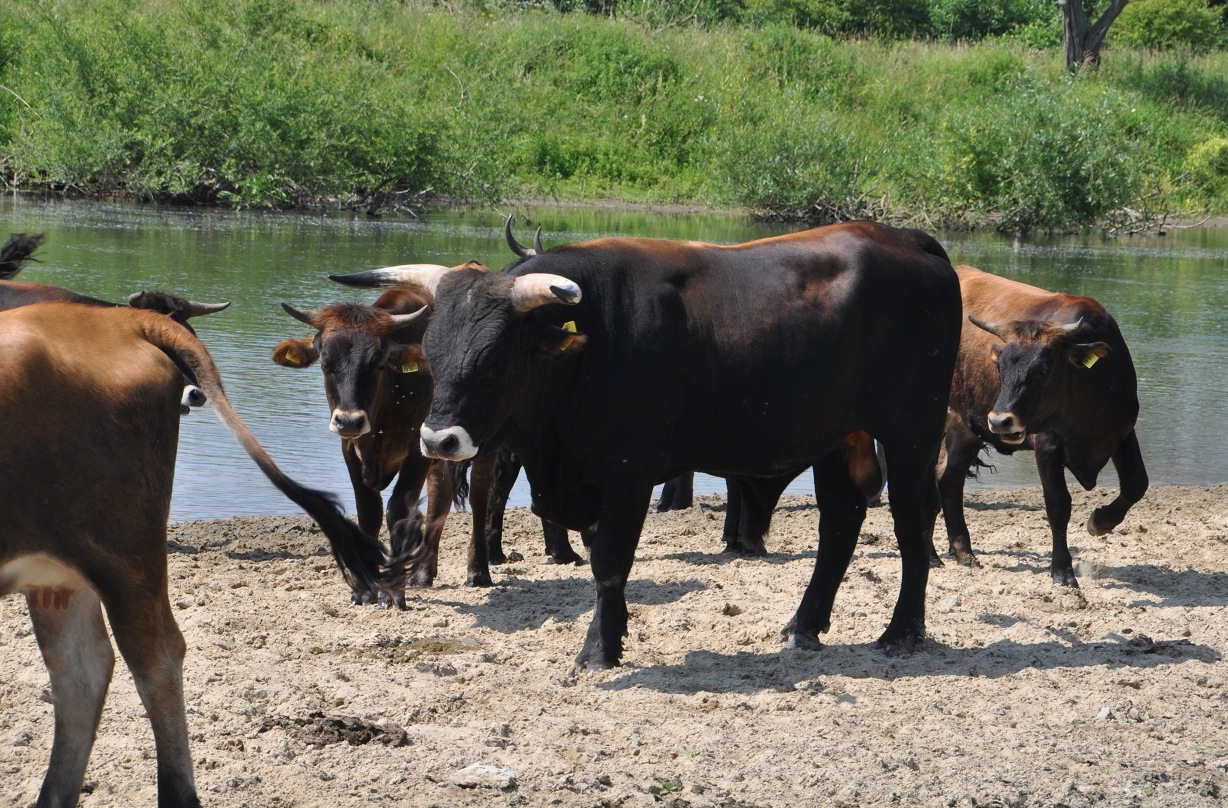
Mâle Taurus dans la même réserve.
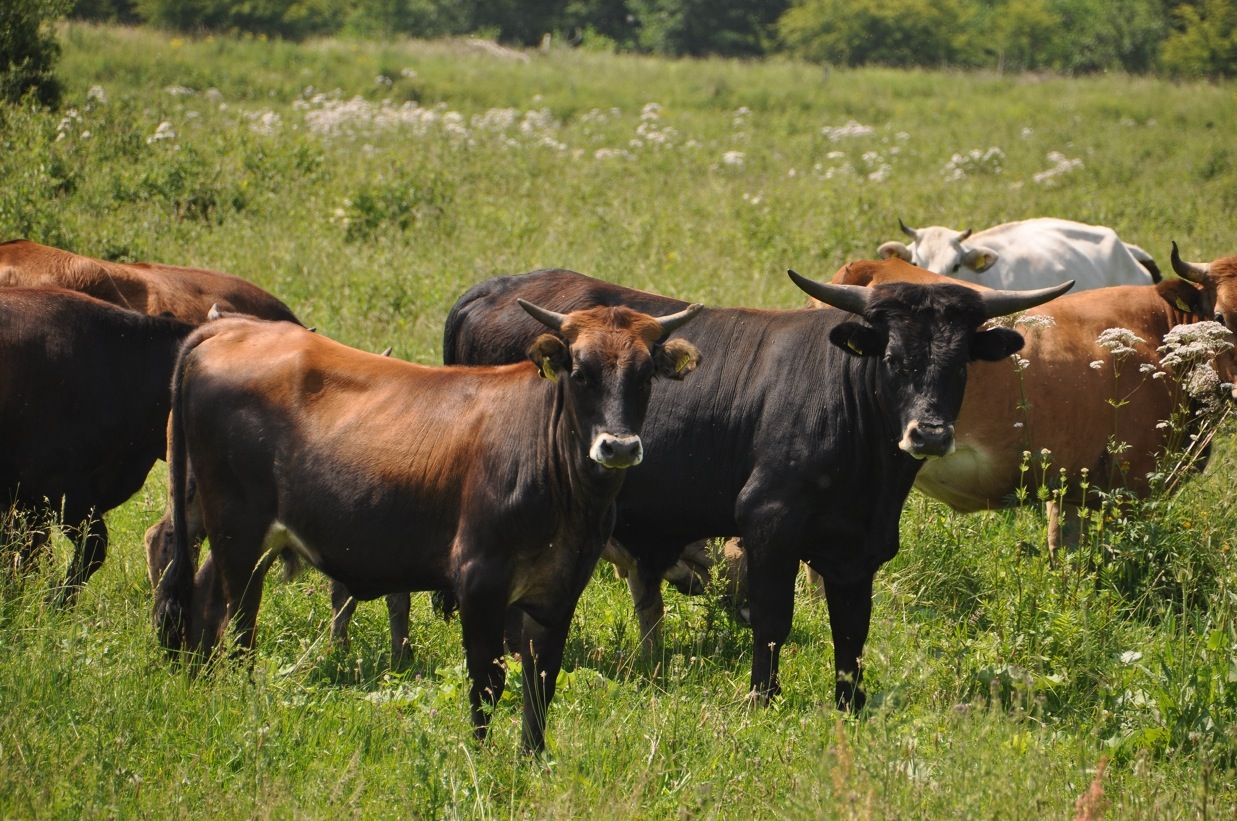
Femelles Taurus.
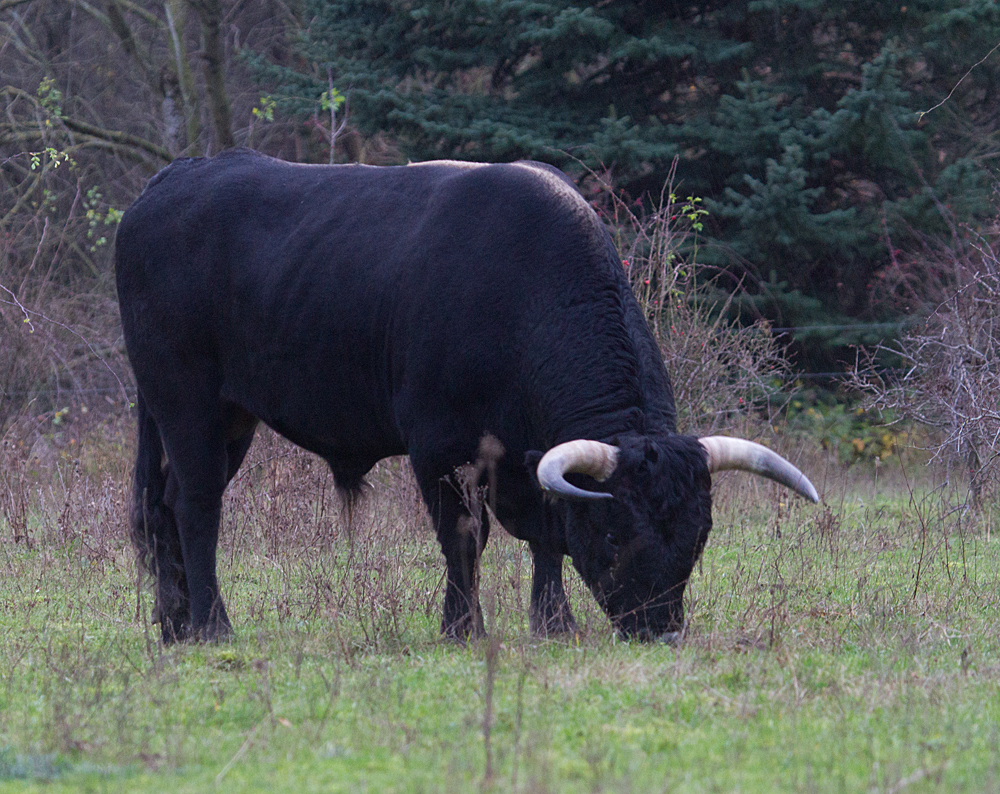
Latino : 50% Sayaguesa, 25% Taureau de combat, 25% Heck.
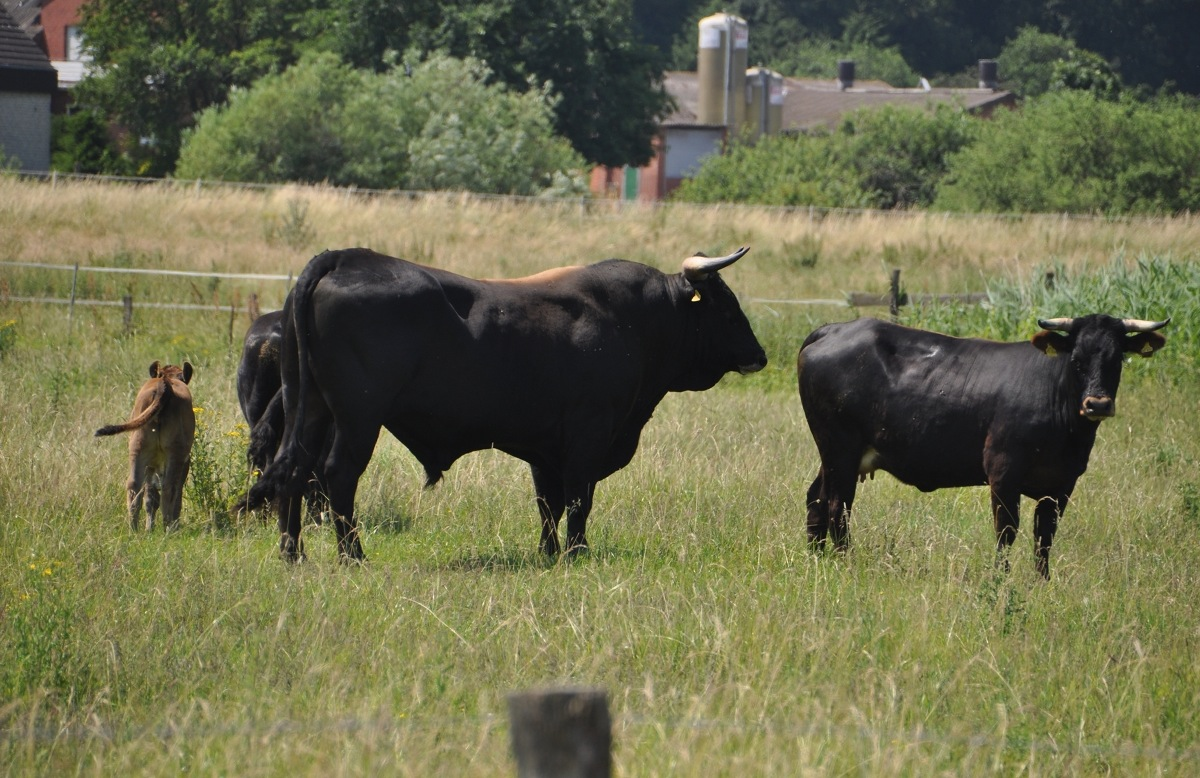
Larwin (centre) : 50% Sayaguesa, 37,5% Heck, 12,5% Chianina ; vache à droite : Heck × Sayaguesa.
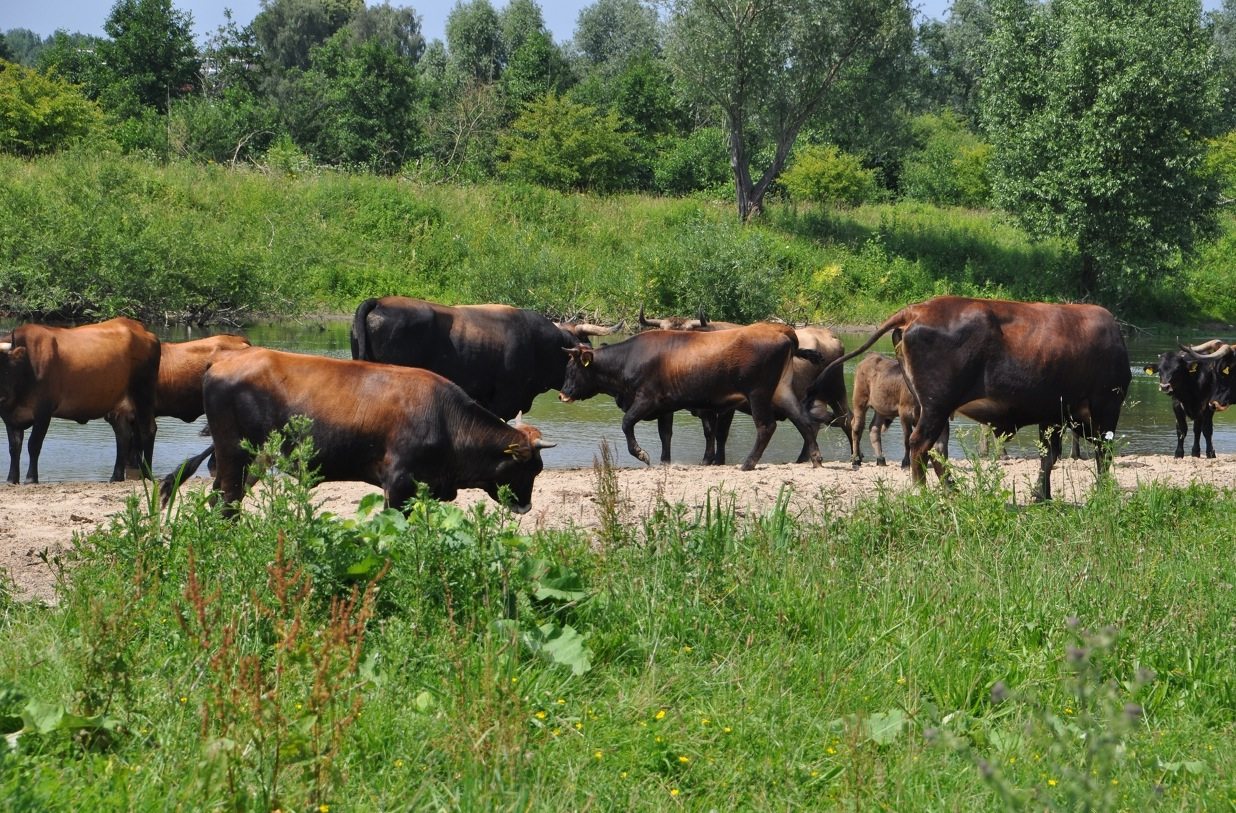
Groupe de Taurus au bord d'un plan d'eau.